# Saveiro

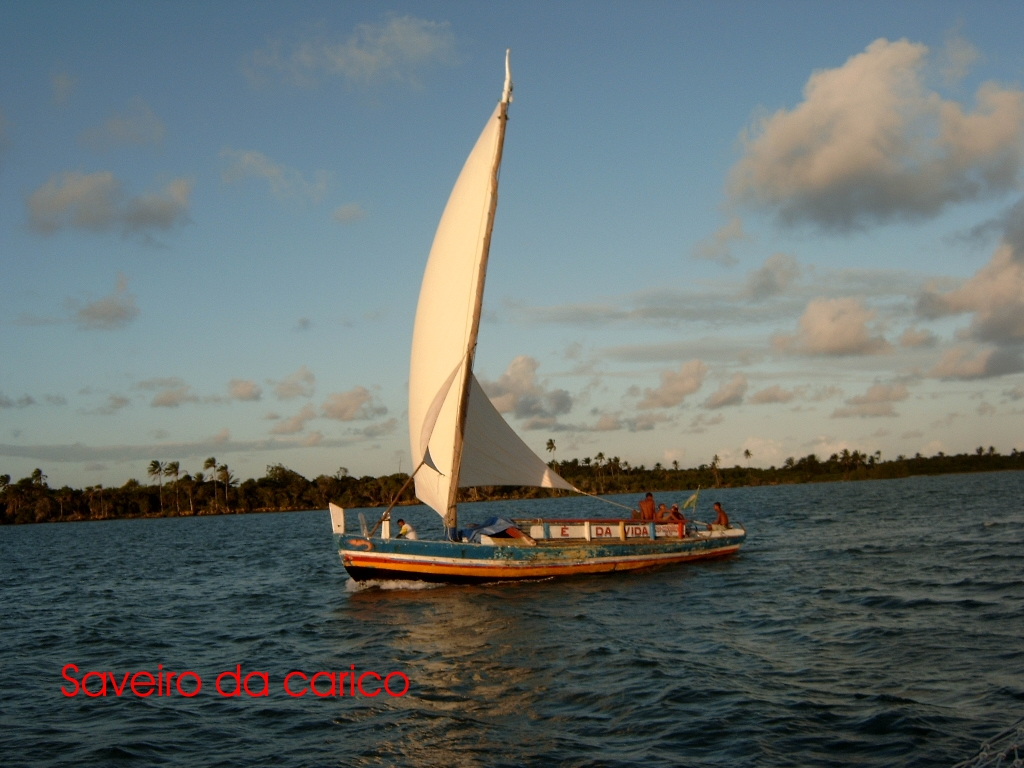
Un saveiro sur les côtes de Bahia, au Brésil.

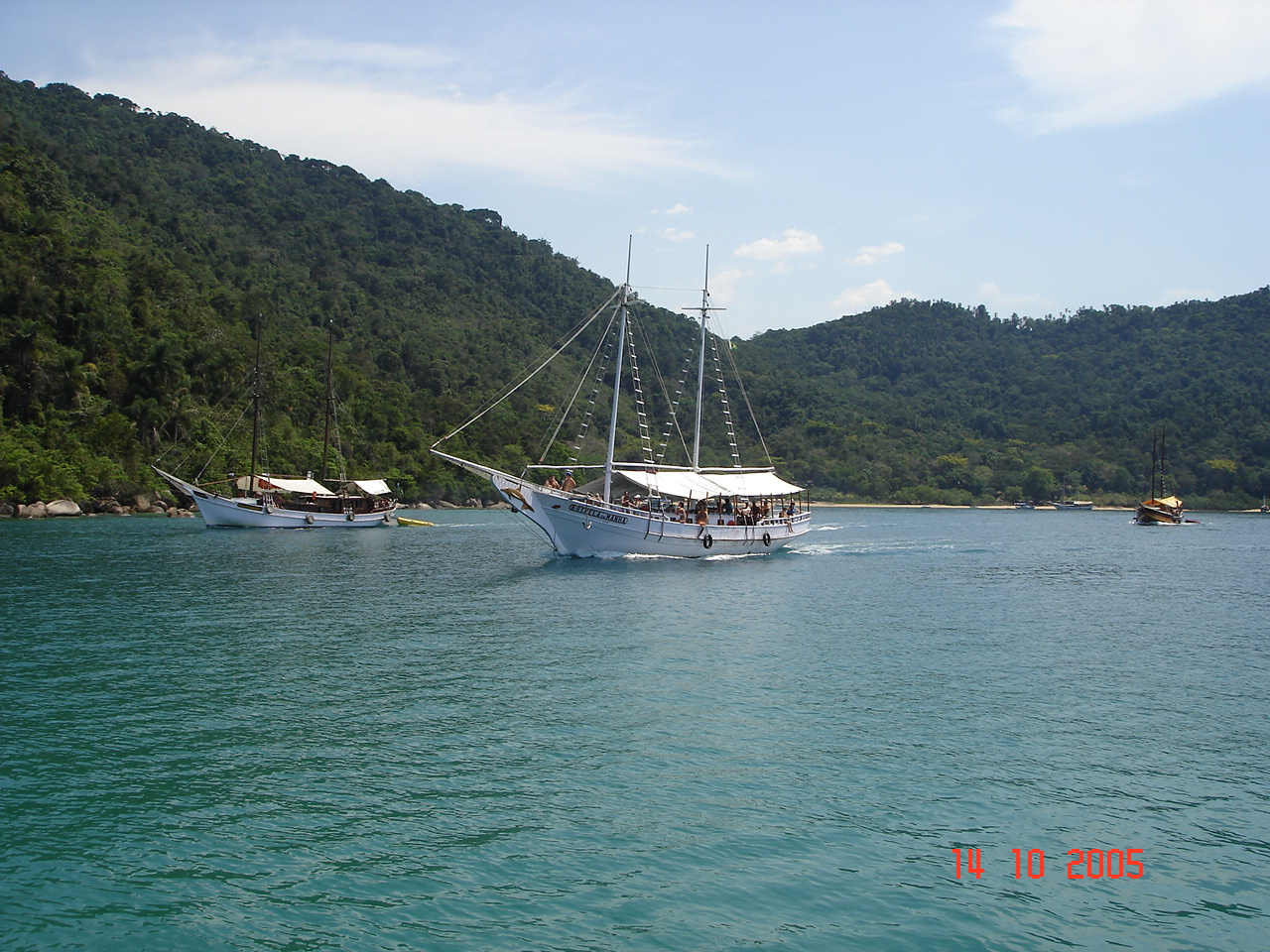
Des saveiros dans la baie de Paraty.

Le saveiro est un bateau d'origine portugaise et brésilienne, exclusivement construit en bois,.
Il s'agit d'un terme générique, désignant toute sorte d'embarcations construites dans ce matériau, de taille très variable, réunies par l'habileté de leur construction, où parfois même les clous sont en bois.

## Histoire
L'histoire des premiers saveiros croise celle de l'hypothétique école de Sagres. Cette organisation, vraisemblablement créée au XVe siècle, serait dès lors à l'origine des saveiros. Tout y aurait été construit au moyen de règles à calcul, de pistolets et de trusquins, de gabarits.

## Construction
La construction d'un saveiro se fait toujours de la même manière. Pas d'intervention d'ingénierie complexe, tout est fait à la main. Le charpentier crée selon le besoin membrures et bordailles, faisant de chaque saveiro une pièce unique. Et malgré cette construction sans standardisation, fondée uniquement sur l'expérience et le savoir du charpentier de marine, les saveiros ont la réputation d'être de très bons bateaux pour la mer, leur hydrodynamique étant particulièrement efficace.
Le charpentier n'emploie donc ni le système métrique ni les outils les plus perfectionnés. Il s'appuie sur sa connaissance du matériau, les essences de bois disponibles donc, leur humidité, leur âge et leur origine. Et il emploie pour la construction les outils simples qui étaient, semble-t-il, ceux des membres de l'école de Sagres.
Le bois de cyprès est souvent employé.